# 1974 en rugby à XV
Cette page présente les faits marquants de l'année 1974 en rugby à XV : les principales compétitions et évènements liés au rugby à XV et rugby à sept ainsi que les naissances et décès de grandes personnalités de ce sport.

## Principales compétitions
- Currie Cup (du ?? ???? au ?? ???? 1974)
- Championnat de France (du ?? ?? 1973 au 12 mai 1974)
- Championnat d'Italie (du ?? ?? 1973 au ?? mai 1974)
- Coupe d'Angleterre (du ?? ?? 1973 au ?? ???? 1974)
- Tournoi des Cinq Nations (du 19 janvier au 16 mars 1974)

## Événements

### Mars
- 16 mars : l'Irlande remporte le Tournoi des Cinq Nations en gagnant deux matchs, concédant un match nul et en perdant en France. L'édition voit un niveau très homogène avec des matchs très indécis (sauf le dernier Écosse-France 19-6), pas une victoire de plus de six points, deux points d'écart entre le premier et le dernier.

### Avril
- ? avril : le Coventry RFC remporte sa seconde Coupe d'Angleterre de rang en dominant les London Scottish en finale sur le score de 26 à 6.

### Mai
- 12 mai : l'AS Béziers remporte le Championnat de France de rugby à XV de première division 1973-1974 après avoir battu le RC Narbonne en finale sur le score de 16 à 14. L'AS Béziers remporte son troisième titre des années 1970, le RC Narbonne devra attendre 1979 pour remporter son deuxième bouclier de Brennus.
- ? mai : le CA Castelsarrasin remporte le Championnat de France de deuxième division après avoir battu l'US Salles 21 à 10 en finale.
- ? mai : le Petrarca Padoue remporte son cinquième titre d'affilée de champion d'Italie alors que le Rugby Frascati et le CUS Firenze redescendent en Série B[1].

### Juin
L’Equipe de France gagne sa tournée en Argentine.
Max Barrau, le demi de mêlée est exclu de l’équipe et puni de 18 mois de licence rouge par Albert Ferrasse, le président de la fédération pour avoir voulu quitter le SU Agen.
Jacques Fouroux prendra sa succession.

### Juillet
- L'équipe des Lions Britanniques a remporté la tournée organisée en 1974 avec trois victoires, et un match nul contre l'équipe d'Afrique du Sud.

## Principales naissances
- 24 juillet : Andy Gomarsall, demi de mêlée international anglais sélectionné à 35 reprises, naît à Durham.